# NXT TakeOver: Portland
L'édition Portland de NXT TakeOver est une manifestation de catch (lutte professionnelle) produite par la World Wrestling Entertainment (WWE), une fédération de catch (lutte professionnelle) américaine, qui est diffusée sur le WWE Network. Cet événement met en avant les membres de l’émission NXT, le club-école de la WWE. L'événement s'est déroulé le 16 février 2020 au Moda Center à Portland, dans l'Oregon aux États-Unis. Il s'agit du vingt-neuvième événement de NXT TakeOver.

## Contexte
Les spectacles de la World Wrestling Entertainment (WWE) sont constitués de matchs aux résultats prédéterminés par les scénaristes de la WWE. Ces rencontres sont justifiées par des storylines – une rivalité avec un catcheur, la plupart du temps – ou par des qualifications survenues dans les shows de la WWE telles que Raw, SmackDown et NXT. Tous les catcheurs possèdent une gimmick, c'est-à-dire qu'ils incarnent un personnage gentil (Face) ou méchant (Heel), qui évolue au fil des rencontres. Un événement comme Portland est donc un événement tournant pour les différentes storylines en cours,.

## Matchs
| Ordre par numéros                                                                         | Résultat                                                                                                   | Stipulation(s)                                       | Temps |
| ----------------------------------------------------------------------------------------- | --- | ---------------------------------------------------- | ----- |
| 1                                                                                         | Keith Lee (c) bat Dominik Dijakovic                                                                        | Match simple pour le NXT North American Championship | 20:20 |
| 2                                                                                         | Dakota Kai bat Tegan Nox                                                                                   | Street Fight match                                   | 13:24 |
| 3                                                                                         | Finn Bálor bat Johnny Gargano                                                                              | Match simple                                         | 27:22 |
| 4                                                                                         | Rhea Ripley (c) bat Bianca Belair                                                                          | Match simple pour le NXT Women's Championship        | 13:30 |
| 5                                                                                         | The BroserWeights (Matt Riddle et Pete Dunne) battent The Undisputed Era (Bobby Fish et Kyle O'Reilly) (c) | Tag Team match pour les NXT Tag Team Championship    | 16:58 |
| 6                                                                                         | Adam Cole (c) bat Tommaso Ciampa                                                                           | Match simple pour le NXT Championship                | 33:23 |
| La lettre C placée entre parenthèses désigne la personne ou l’équipe championne en titre. | |                                                      |       |